# Nuklearna fisija
Nuklearna fisija (lat. fissio, razdvajanje, dijeljenje) je ona vrsta nuklearne reakcije, koja nastaje kad se jezgra atoma nekog kemijskog elementa cijepa na dva fisijska produkta ili fisiona fragmenta sličnih masa, uz emisiju jednog ili više neutrona, te velike količine energije. Tijekom procesa fisije dolazi do oslobađanja energije, jer je manje energije potrebno za formiranje dvije lakše jezgre nego jedne teže jezgre. Spontana fisija jezgre događa se vrlo sporo, no kod nekih teških jezgri moguće je inicirati bržu reakciju fisije djelovanjem sporih neutrona s tom jezgrom. Takve jezgre koje su podložne fisiji sporim neutronima nazivamo fisilnim jezgrama. Osim jezgara izotopa uranija-233 i uranija-235, te plutonija-239, fisibilna je i jezgra izotopa plutonija-241. Jedini fisilni izotop koji postoji u prirodi je izotop uranija-235. Energija oslobođena fisijom uranija-235 iznosi približno 200 MeV. Dvije lakše jezgre koje nastaju fisijom radioaktivne su i zovu se fisijski fragmenti ili fisijski produkti. 
Da bi se nuklearna fisija mogla koristiti kao energetski izvor potrebno je stvoriti uvjete u kojima će se ta reakcija događati kontinuirano. Kontinuiranu fisijsku reakciju moguće je ostvariti jer se fisijom fisibilnih izotopa stvaraju dva do tri neutrona koji mogu izazvati fisiju u drugim jezgrama fisibilnih izotopa. Takva se reakcija naziva fisijska nuklearna lančana reakcija. Mase fisijskih produkata se najčešće odnose u omjeru 3:2, a vjerojatnost da dođe do nuklearne fisije je 2 do 4 puta na 1000 događaja.
Nuklearna se fisija u nekih teških jezgara odvija spontano, kao oblik radioaktivnog raspada, tako da se teška jezgra cijepa na dva dijela, tj. X → A + B. Vjerojatnost događanja spontane fisije je vrlo mala. Dovođenjem jezgre u pobuđeno stanje vjerojatnost se fisije znatno povećava. To je stanje najlakše postići u neparnih jezgara uranija-235, uranija-233 i plutonija-239, gdje apsorpcija i sasvim sporog neutrona dovodi jezgru u pobuđenje dovoljno za fisiju.
Jezgre koje su nastale fisijama zovu se fisijski fragmenti ili fisijski produkti. Fisijski produkti su radioaktivni i glavni su izvor radioaktivnosti u istrošenom nuklearnom gorivu. Procesom fisije dolazi do oslobađanja energije jer je manje energije potrebno za formiranje dvije lakše jezgre nego jedne teže jezgre. Energija oslobođena fisijom jezgre izotopa uranija-235 iznosi približno 200 MeV i prenosi se na okolni medij u obliku toplinske energije. 
Energija dobivena fisijom jednog kilograma izotopa uranija-235 jednaka je energiji koja bi se dobila izgaranjem 1 300 tona ugljena ili 1 350 tona nafte. Da bi se taj veliki energijski potencijal fisije mogao iskoristiti kao energetski izvor potrebno je omogućiti kontinuirano odvijanje fisijske reakcije. Dva do tri neutrona koji se oslobađaju tijekom fisijske reakcije mogu izazvati reakciju fisije na drugim jezgrama fisibilnog izotopa i na taj način nastaviti nuklearnu lančanu reakciju fisije. Tim procesom dolazi do kontinuiranog oslobađanja fisijske energije na kontrolirani način u posebnim uređajima koji se zovu nuklearni reaktori.

## Objašnjenje
Kada se neutronom gađa atom litija, dolazi do pojedinačne transmutacije (pretvorbe) i na tome se sve prekida. Proces sam sebe ne podržava. Da izazovemo iduće pretvaranja, moramo ponovo gađati. Želimo li dakle praktično iskoristiti reakciju razbijanja jezgre i pri tom osloboditi nuklearnu energiju, mora se naći takav proces koji će sam sebe podržavati. Takav je na primjer slučaj kad hoćemo iskoristiti reakciju gorenja drveta. Komad drveta se zapali na jednom mjestu, i pošto je proces gorenja započeo, ne treba više držati šibicu jer se od zagrijavanja drveta na jednom mjestu pale i susjedni dijelovi. Proces gorenja se prenosi i širi sve dalje i dalje i podržava sam sebe. Jasno je da ne bismo mogli iskoristiti reakciju gorenja ako bismo svaki komadić drveta morali paliti posebnom šibicom. 
1939. su njemački fizičari O. Hahn i F. Strassmann, te I. Joliot-Curie i P. Savić u Francuskoj našli proces koji je sposoban održavati sam sebe i koji se razvija i teče kao lavina. Takav proces se zove nuklearna lančana reakcija. 
Bombardiranjem izotopa uranija-235 neutronima zbiva se ova pojava. Neutron koji je pogodio atomsku jezgru uranija ujedno je od jezgre apsorbiran i dolazi do procesa raspadanja kao u biologiji, to jest do diobe stanice. Takva je jezgra sada nestabilna i raspada se na dva jednaka dijela koji su potpuno drugi kemijski elementi, na primjer barij i kripton. Ovo cijepanje atomske jezgre na dva dijela zove se nuklearna fisija. Kod te lančane reakcije emitira se još nekoliko neutrona, od kojih svaki može ponovo izazvati diobu atomske jezgre na dva dijela. To nastaje kod svake diobe, te novi neutroni učestvuju u daljem procesu raspadanja (dezintegracije). Time se sam proces dalje razvija kao kod gorenja, odnosno eksplozije dinamita. Kod svakog tog raspadanja masa dobivenih produkata manja je od prijašnje mase zajedno s apsorbiranim neutronom. Dakle lančana reakcija je niz fisija, kod kojih jedna izaziva drugu.
No to se događa samo kod uranija atomske mase 235. Teškoća je i u tome što samo spori neutroni izazivaju lančanu reakciju. Da bismo usporili neutrone, puštemo ih kroz tvari male atomske mase koje ne upijaju neutrone. Atomi male atomske mase usporavaju neutrone zato što im neutroni predaju jedan dio svoje kinetičke energije, a ne odbijaju se od njih istom brzinom kao od atoma velike atomske mase. U tu svrhu služi teška voda i čisti grafit. Teška voda je spoj teškog vodika (deuterij) i kisika, a razlikuje se od obične vode u tome što vri kod 101,4 °C, a smrzava se kod 3,8 °C. Te tvari koje usporavaju neutrone zovu se moderatori ili usporivači neutrona. 
Osim toga za dobivanje lančanog procesa nije svejedno koliki će se komad uranija uzeti. Uzme li se manji komad, neutroni mogu izletjeti u vanjski prostor, a da na svojem putu ne sretnu druge uranijeve atomske jezgre. Da bi proces bio eksplozivan, to jest da bi nastala lavina, komad uranija ne smije biti manji od neke određene veličine. Ta najmanja masa kod koje se još zbiva lančani proces zove se kritična masa.

## Povijest
Godine 1919. Ernest Rutherford je, bombardirajući dušik alfa-česticama izveo prvu nuklearnu pretvorbu (transmutaciju) jednog kemijskog elementa u drugi. Pri procesu je nastao kisik, tako je izvršena prva nuklearna reakcija: dušik-14 + α (alfa-čestica) → kisik-17 + p (proton). 1932. Rutherfordove kolege John Cockcroft i Ernest Walton su bombardirali atom litija-7 s protonima, koji se raspao na dvije alfa-čestice. Taj pokus je nazvan cijepanje atoma. 
Nakon što je James Chadwick  otkrio neutron 1932., talijanski fizičar Enrico Fermi 1934. ozračuje uranij sporim neutronima i zapazio je da se kao proizvod javlja nekoliko novih atoma, koji se razlikuju po vremenu poluraspada. Fermi je smatrao da je bombardiranje uranija-235 sporim neutronima izazvalo nuklearnu reakciju, pri kojoj su nastali novi radioaktivni elementi, s atomskim brojem iznad 92, nestabilni kemijski elementi s rednim brojem 93, 94 i većim brojevima, koji se nazivaju transuranijski elementi.  

### Uranij-235
Uranij je u to vrijeme bio posljednji kemijski element u periodnom sustavu elemenata. Na osnovu pouzdanih rezultata koji su dobiveni pomoću kemijskog razdvajanja i proučavanja beta-čestica, utvrđeno je da produkti nuklearne pretvorbe uranija-235 sa sporim neutronima, nisu transuranijski elementi, već elementi iz sredine periodnog sustava. Otto Hahn i Fritz Strassmann su 1938. otkrili da je jedan od produkata barij. Marie Curie je u svojim pokusima 1939. dobila lantan. Ni jedna grupa znanstvenika nije dobila transuranijske elemente, a kasnije su Otto Hahn i Fritz Strassmann dobili itrij, stroncij, kripton, ksenon i druge elemente iz sredine perodnog sustava. 
Ovu zagonetku s nuklearnom reakcijom uranija-235 pravilno je riješila Lise Meitner i njen nećak Otto Robert Frisch. Oni su 1939. pretpostavili da se uranij-235 hvatanjem sporog neutrona cijepa na dva fisijska fragmenta, jedan je atom barija, a drugi atom kriptona. Ovu nuklearnu reakciju pri kojoj se uranija-235 cijepa na dva približno jednaka fisijska fragmenta su nazvali nuklearna fisija. Oni su ukazali da su fragmenti nuklearne fisije vrlo nestabilni i da zbog odnosa neutrona i protona u njima, nastaje čitav niz beta-raspada. Utvrđeno je da se atomske mase fisijskih fragmenata nalaze u području s atomskom masom od 70 do 160, i da nuklearna fisija nije simetrična, pa se mase fisijskih fragmenata odnose u omjeru 2:3. 
Produkti nuklearne fisije ili fisijski fragmenti se mogu podijeliti u dvije grupe, i to na laku grupu elemenata s atomskim brojem od 85 do 104 i tešku grupu elemenata s atomskim brojem od 130 do 149. Sporim neutronima se može izazvati nuklearna fisija uranija-235, ali ne i kod uranija-238. Nuklearna fisija uranija-235 se odvija na tridesetak načina. U vrlo kratkom vremenu od 10-12 sekunda atomska jezgra uranija-235 izbaci 2 do 3 neutrona. Ovi fisijski neutroni su brzi, ali kratkog života, manje od 10-14 sekundi. Osim fisijskih neutrona, nastaju i zakašnjeli neutroni, koje emitiraju fisijski fragmenti i njihovo vrijeme poluraspada je od 0,05 sekundi do 120 minuta. Iako zakašnjeli neutroni čine samo malen dio oko 0,65% svih oslobođenih neutrona, imaju presudnu ulogu za regulaciju nuklearnih reaktora.
Pomoću sporih (termičkih) neutrona ne nastaje nuklearna fisija samo kod uranija-235, već i kod uranija-233 i plutonija-239 (nuklearno gorivo). Nuklearne fisije su ostvarene i kod atomskih jezgri drugih teških elemenata, i to ne samo djelovanjem neutrona, već i s nekim električki nabijenim česticama kao što su proton, deuterij i alfa-čestica, pomoću akceleratora čestica. Nuklearna fisija može nastati i djelovanjem gama-čestica, kao što su poznati primjeri bizmuta, olova, žive, zlata, platine i tantala. 

### Model tekuće kapljice atomske jezgre
Mehanizam nuklearne fisije objašnjava se teorijom nuklearne fisije, koju su iznijeli Niels Bohr i J.A.Wheeler 1939., koju su je nazvali model tekuće kapljice atomske jezgre. Oni su pretpostavili da je djelovanje nuklearnih sila slično djelovanju privlačnih sila između molekula u kapljici vode, koja zauzima oblik kugle i suprotstavlja se svojoj promjeni oblika. Kad u atomsku jezgru uranija-235 uleti spori neutron, on svoju energiju preda nukleonima u toj jezgri. Zbog toga nastaje njihovo brže kretanje i jezgra uranija-235, koju treba promatrati kao kapljicu tekućine oblika kugle, prolazi kroz niz promjena stanja i oblika. Kapljica se najprije izdužuje u elipsoid (oblik jajeta). Ako u kapljici ne postoji dovoljna količina energije da se svlada sila napetosti površine, ona će poslije titranja zauzeti ponovno svoj sferni oblik. Ali pri dovoljnoj količini energije, sila koja vrši promjenu oblika izazvat će udubljivanje kapljice u sredini i kapljica će dobiti oblik sličan kao kikiriki. U tom slučaju, elektrostatička odbijajuća Coulombova sila može svladati rezidualnu jaku nuklearnu silu, pa će se kapljica rascijepiti u dva dijela, koja će biti izbačena u različitim smjerovima. Dva fisijska fragmenta će dobiti na kraju oblik kugle. Tako će nastati dva odvojena atomska jezgra različitih elemenata, koji će težiti stabilnijem stanju, pa će izbaciti jedan ili više neutrona. 
Smatra se da nesimetrična priroda nuklearne fuzije nastaje zbog toga što se atomska jezgra sastoji od nekoliko slojeva. Pretpostavlja se da se simetrično cijepaju samo vanjski slojevi, a unutrašnji dio jezgre se uopće ne cijepa, nego izlijeće zajedno s jednom polovinom nukleona iz vanjskih slojeva. Fisioni fragmenti izlijeću velikom brzinom i zagrijavaju okolinu u kojoj nastaju. 
Fisioni fragmenti uranija-235 zbog velikog broja neutrona, kojih je više nego u stabilnim izotopima elemenata, su vrlo nestabilni. Svi fisioni fragmenti su elektronski aktivni i poslije niza uzastopnih beta-raspada prelaze u stabilne izotope. To znači da svaki fisioni fragment ima svoj svojstveni radioaktivni niz. Pošto se pri emisiji beta-čestica mijenja atomska masa tog atoma, normalno je da se atomski broj takvog atoma povećava za jedan. Pri nuklearnoj fisiji uranija-235 otkriveno je preko 300 različitih aktivnih produkata fisije. 
Kako pri nuklearnoj fisiji nastaje velik broj beta-čestica i gama-čestica, ova jaka radioaktivnost stvara zatrovanje (kontaminaciju), zbog čega dolazi do oštećenja ljudskog organizma, koji su im izloženi. Zbog toga osoblje koje radi u nuklearnim reaktorima mora upotrebljavati zaštitna sredstva. 

## Svojstava nuklearne fisije

### Nuklearna energija vezanja atomske jezgre
Nuklearna energija vezanja atomske jezgre je energija koja drži nukleone na okupu. Ta energija ima različite vrijednosti za različite jezgre, a raste s porastom masenog broja. Zbog takve razlike u energiji vezanja, neke su jezgre nestabilne i raspadaju se pretvarajući se u druge stabilnije jezgre. Učestalost raspada je povezana uz vrijeme poluraspada, koje se definira kao vrijeme koje je potrebno da se raspadne polovica jezgri nekog uzorka. Vrijeme poluraspada različitih jezgri može imati vrijednosti između dijelića sekunde pa sve do nekoliko milijardi godina.

### Nuklearni udarni presjek
Nuklearni udarni presjek je vrlo važan pojam kojim se određuje iskoristljivost neke nuklearne reakcije ili vjerojatnost da dođe do sudara između neke ulazne čestice i atomske jezgre nekog atoma. Mjerna jedinica za nuklearni udarni presjek je 1 barn, a to iznosi 1 x 10-28 m2. Tako je na primjer nuklearni udarni presjek za uranij-235 i spore (termičke) neutrone 700 x 10-28 m2 ili 700 barna. 

### Nuklearna lančana reakcija
Nuklearna lančana reakcija nastaje zbog samoodržanja nuklearne fisije, tako da fisijski neutroni, kojih je prosječno oko 2,5 po fisiji jedne jezgre, uzrokuju nove fisije. Samoodržanje nuklearne fisije može se ostvariti ako bar jedan od tih neutrona prouzroči novu fisiju u okolnim jezgrama. Tim procesom dolazi do kontinuiranog oslobađanja fisijske energije na kontrolirani način u posebnim uređajima koji se zovu nuklearni reaktori.
Temeljni princip lančane reakcije prilično je jednostavan. Atom uranija-235 apsorbira neutron, koji uzrokuje njegovo cijepanje. Pri cijepanju se oslobađa energija i u prosjeku dva do tri nova neutrona, koji mogu izazvati nova cijepanja. Taj se proces naziva nuklearnom lančanom reakcijom. U nuklearnom reaktoru proces lančane reakcije kontroliramo, jer od dva do tri novonastala neutrona pri cijepanju u prosjeku samo jedan uzrokuje novo cijepanje urana 235. U reaktoru se, dakle, odvija kontrolirana lančana reakcija.
Nakon cijepanja nastaju dvije vrste neutrona: fisijski i zakašnjeli. Fisijski neutroni se oslobađaju neposredno nakon cijepanja, a zakašnjeli kasnije, i to samo nakon raspada nekih fragmenata, odnosno njihovih potomaka. Iako zakašnjeli neutroni čine samo malen dio, oko 0,65% svih oslobođenih neutrona, imaju presudnu ulogu za regulaciju reaktora.
Svi fragmenti i većina njihovih potomaka radioaktivni su i raspadaju se. U prosjeku su do konačnoga stabilnog izotopa potrebna tri do četiri radioaktivna raspada. Većinom je riječ o beta- i gama-raspadu, pri čemu se oslobađaju beta-čestice, odnosno gama-zrake. Energija koja se oslobađa u tim raspadima naziva se zakašnjelom toplinom.
Za odvijanje lančane reakcije odlučne su dvije veličine: neutronski prinos k i trajanje fisijske generacije τ u lančanoj reakciji. Trajanjem jedne fisijske generacije naziva se prosječno vrijeme između dviju uzastopnih fisija (da bi fisijski neutroni bili emitirani iz neke jezgre i dospjeli do drugih fisibilnih jezgara potrebno je neko vrijeme). Neutronski prinos k je omjer broja neutrona nastalih u fisijskom procesa prema broju neutrona nastalih u prethodnom fisijskom procesu. Lančana je reakcija nadkritična ako je k > 1, podkritična ako je k < 1. Ako je k = 1, lančana reakcija održava se trajno s istim brojem fisija u jediničnom obujmu. Kontrolom neutronskog prinosa kontrolira se broj neutrona, koriste se štapovi od kadmija koji se uvlače u reaktorsku jezgru i apsorbiraju neutrone.